# Artifodina siamensis
Artifodina siamensis là một loài bướm đêm thuộc họ Gracillariidae. Nó được tìm thấy ở Thái Lan.
The foodplant is unknown, but is có thể very closely có liên hệ với Myrsine semiserata.